# 1731 az irodalomban
Az 1731. év az irodalomban.

## Új művek

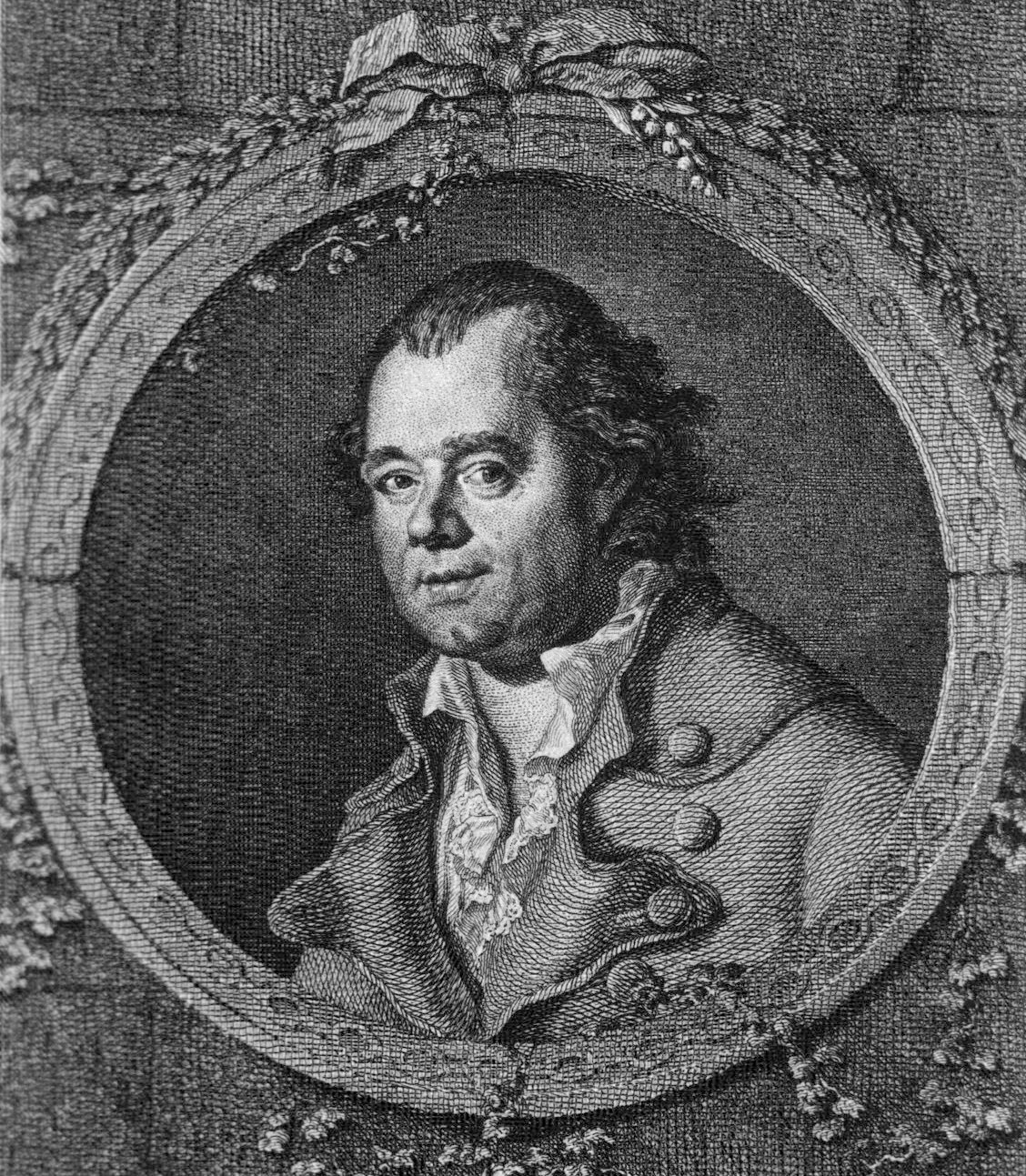
Johann Joachim Christoph Bode

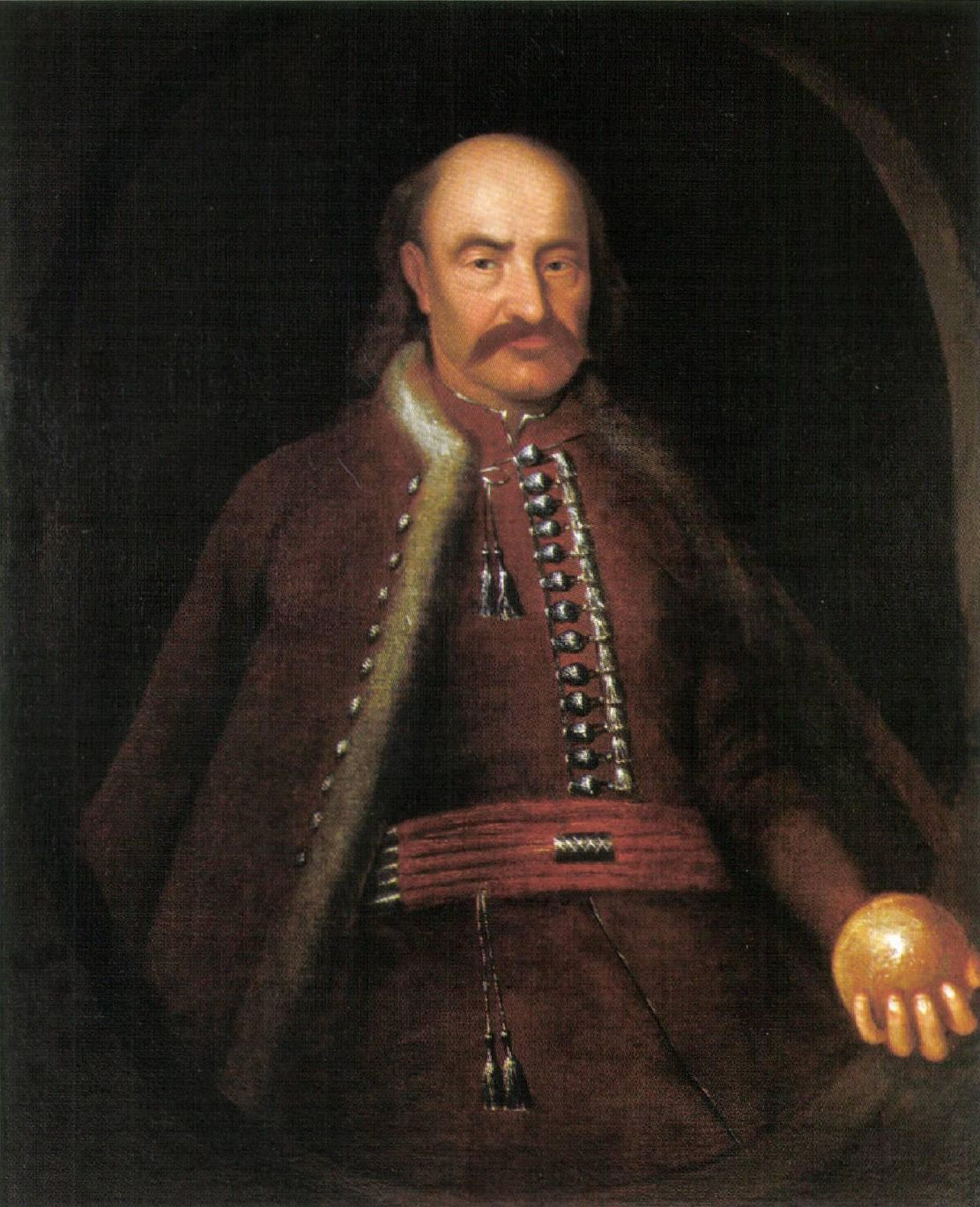
Koháry István

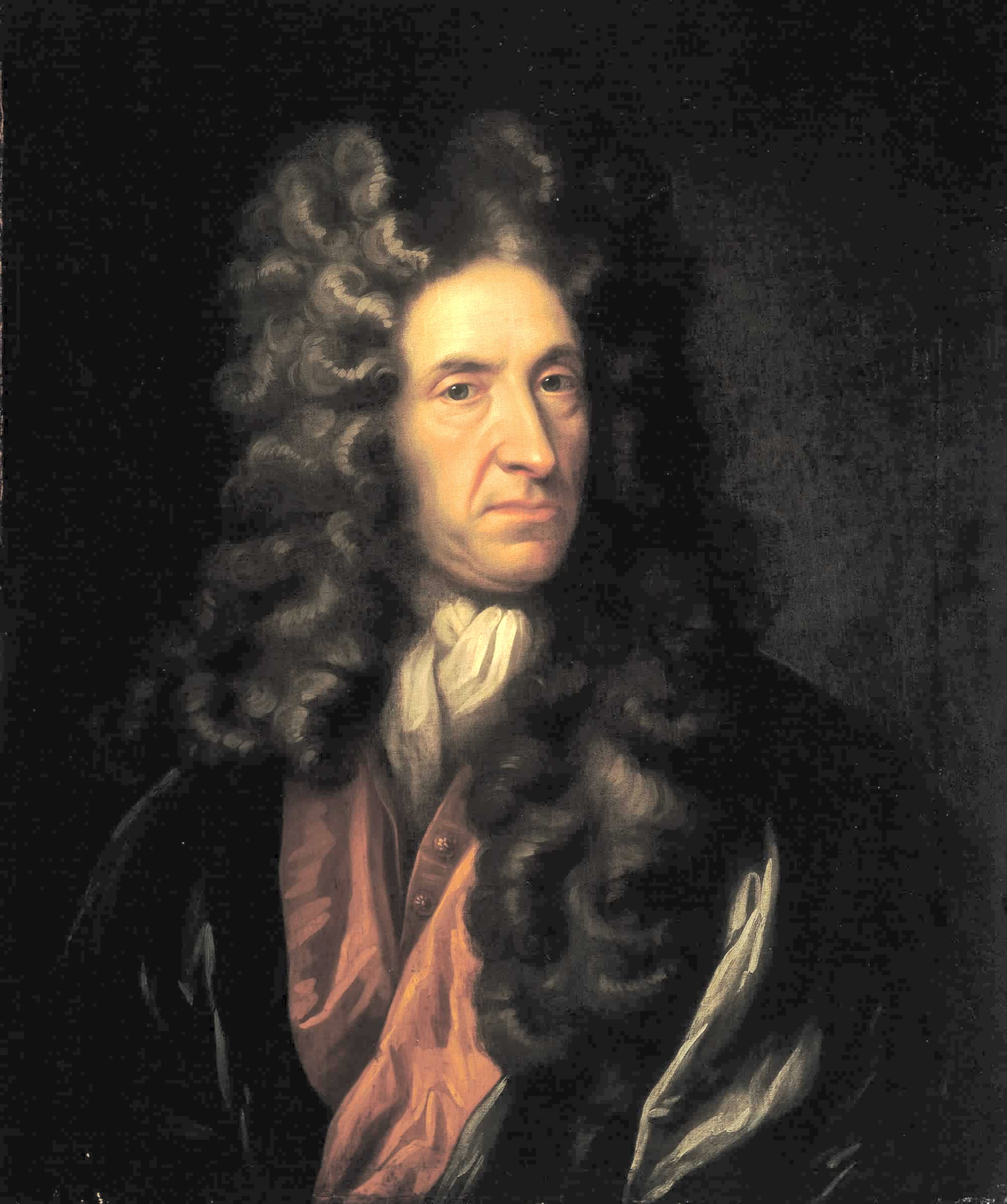
Daniel Defoe

- Megjelenik Prévost abbé Mémoires et aventures d'un homme de qualité qui s’est retiré du monde (1728–1731) című kiadványsorozatának 7. kötete, benne világhíressé lett kisregénye, a Manon Lescaut (teljes címe: Histoire du chevalier des Grieux et de Manon Lescaut).
- Marivaux több kötetes regényének (1731–1742) első könyve: La Vie de Marianne (Marianne élete)

### Színházi bemutatók
- George Lillo angol szerző legsikeresebb drámájának bemutatója: The London Merchant or the history of George Barnwell (A londoni kereskedő avagy G. B. története).
- Henry Fielding szatirikus darabjának bemutatója: The Tragedy of Tragedies; or, The Life and Death of Tom Thumb the Great (A tragédiák tragédiája avagy a nagy Hüvelyk Matyi élete és halála).[1]

## Születések
- január 16. – Johann Joachim Christoph Bode német zenetanár, műfordító, könyvkiadó, a német felvilágosodás egyik vezető alakja († 1793)
- november 26. – William Cowper angol költő († 1800)

## Halálozások
- március 29. – Koháry István országbíró, politikus, költő; „a látomásos, allegorizáló barokk irodalom és álom-költészet képviselője”[2] (* 1649).
- április 24. – Daniel Defoe angol író, újságíró, az angol és a modern európai regény egyik megalapozója (* 1660 körül)